# Porcolino Leitão
Porcolino Leitão (Argus McSwine) é um personagem de banda desenhada Disney. É um vilão que apareceu pela primeira vez na história "A Grande Corrida De Barcos A Vapor" publicada pela primeira vez em 1955 nos Estados Unidos e no Brasil em 1958 na revista "O Pato Donald 323"

## Nomes em outros idiomas
- Dinamarquês: Barks' griseskurk
- Finlandês: P.J. Petkunterä
- Francês: Lardo
- Grego: Μακ Λέρας
- Holandês: Venijn McSnekke
- Inglês: Argus McSwine
- Norueguês: MacSvor
- Polonês: Złoczyńca o świńskim ryjku
- Sérvio: Вешти Џон
- Sueco: Kufe Knyck